# Punta del Diablo
Punta del Diablo é um povoado uruguaio de pescadores situado ao lado do Parque Nacional de Santa Teresa, no Departamento de Rocha. Localiza-se a 298 km da capital do país, Montevidéu.
Sua população fixa é de cerca de 2.500 habitantes, em sua maioria pescadores e artesãos.
No verão, transforma-se em um dos principais balneários do país, recebendo grande número de turistas argentinos, brasileiros e europeus.

## Geografia
- Latitude: 34º 22' S
- Longitude: 053º 46' O